# ダボ (ニューサウスウェールズ州)
ダボ（Dubbo）は、オーストラリア・ニューサウスウェールズ州の都市。人口は4万3516人（2021年）。

## 地理
グレートディヴァイディング山脈の西側にあり、マレー・ダーリング盆地の端に位置している。市内をマッコーリー川が流れる。ミチェル・ハイウェイ（en:Mitchel Highway）、ネウェル・ハイウェイ（en:Newell Highway）、ゴールデン・ハイウェイ（en:Golden Highway）の交差する地域であり、北はブリスベン、南へはメルボルン、東へはシドニーやニューカッスル、西のブロークンヒルとアデレードと一般国道で繋がっており、ニューサウスウェールズ州各地域への貨物輸送の中心となっている。2015年に隣のウェリントンと合併し面積は7536平方キロメートルとなった。

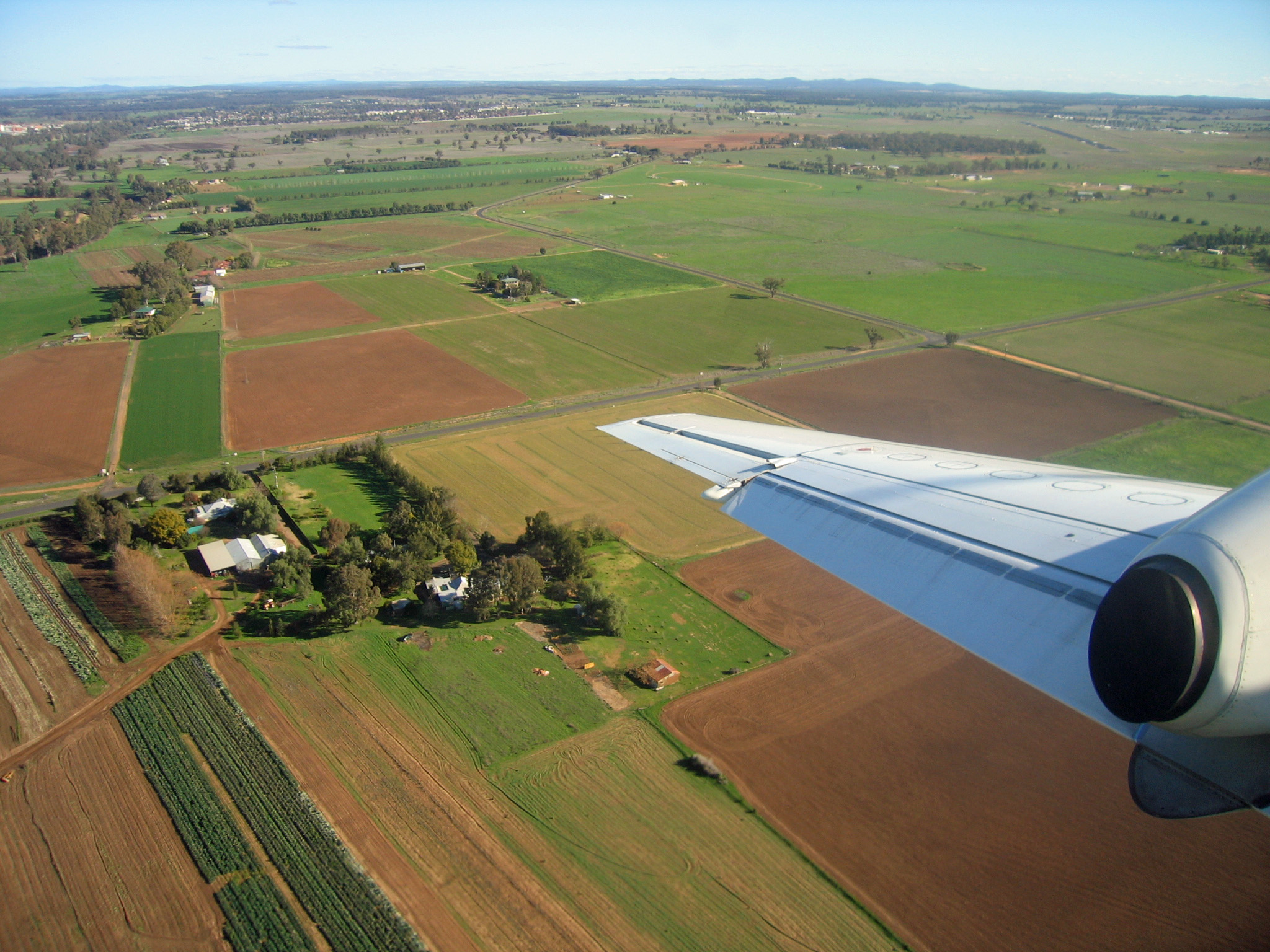
ダボ北部

## 由来
Dubboは、アボリジニの言語の一つであるウィラドゥリ語のThubbo「赤い大地」が起源と考えられており、これはこの地域の景観と合致している。ただし、アボリジニと交流した最初の入植者ロバート・ダランティ（en:Robert Dulhunty）による詳細な記録が欠けており、このようにデータが不十分なウィラジュリ語についてはThubboについて他にも意味が推測され、「被り物」が起源という解釈もされることがあるが、これはダランティの家がアボリジニの人々には帽子をかぶっているように見えたからである。

## 歴史

### 先史時代
約4万年前から現在のダボのある地域にアボリジニが付近に定住していた形跡がある。

### 入植者の定住
1818年ヨーロッパ人で初めて現在のダボについて報告した探検家はJohn Oxleyである。
最初のヨーロッパ人永住者は1832年にこの土地を獲得し「ダボ」と命名したロバート・ダランティで、当時のオーストラリア植民地で最も裕福な者の一人と記録されている。1824年には許可を得た不法占拠者が大規模な羊と家畜小屋をこの地に立ち上げた。ダランティは1828年に創立したDubbo Stationを1930年代前半から占拠の基板としていた。ダランティによる不法占拠は1836年に彼がこの土地の所有許可を取るまで続いた。ダランティはアボリジニと親和的に接し、彼のパーティは40人のアボリジニを含み、Dubboを含めてアボリジニ式の名前を用いることを支持した。ダンダリマルの邸宅は当時から存在する建造物で、John Maughamが1840年に彼の11000ヘクタールの羊牧場に建てた。この建物は現在もニューサウスウェールズ州西部に最も古い建造物の一つとして存在し、一般に対して公開されている。1846年、複数の入植者がこの地域に定住し始め、政府は裁判所や警察署、留置所をダボ地域に設置した。巡査の居住地が1847年に、木板でできた裁判所と留置所が1848に完成したが、当時この居留地に建てられた施設は、その他に店と宿が1軒ずつのみだった。

### 市制
現在のダボ市がある地域では、ある程度の人数が入植するまで土地の権限が不正確であったため、1848年に小売商人のJean Emile Seriserが土地の分売について請願した。分売計画は測量士G. Boyle Whiteによって翌年5月に植民地政府の測量士(en: Surveyor General of New South Wales)を設置する切っ掛けにもなった。1849年に居住地は村に指定され、翌年、最初の土地とともに分譲地となり、1867年には最初の銀行が創立された。その後、人口増加は安定して進み、ダボが自治体を布告した1872年時点には850人の人口を擁し、1881年2月1日に公式にニューサウスウェールズ州のウェリントン～ダボ間の鉄道が開通した。1897年までに、ダボには雑貨店や搬送アーム(Carrier Arms)、新設の裁判所が設置され、1925年5月、モロング(Molong)～ダボ間の鉄道が開通した。こうした発展の後、1966年、ダボは公式に市政を敷いた。

## 交通
- ダボ市営空港からシドニー、キャンベラ、ニューカッスルに向かう便がある。
- 鉄道はXPT (鉄道車両)によるシドニー直通列車の運行がある。

## 教育
- チャールズ・スタート大学

## 観光
- ダンダリマルの邸宅

## 姉妹都市
- 日本 岐阜県美濃加茂市